# Emilio Gandarilla Avilés
Emilio Gandarilla Avilés (Ciudad de México, 6 de febrero de 1923-?) fue un periodista, político y sindicalista mexicano, integrante del Partido Revolucionario Institucional (PRI). Fue en dos ocasiones diputado federal.

## Biografía
Realizó únicamente estudios de primaria y secundaria en el Distrito Federal. Fue periodista, fotógrafo y editor gráfico en el periódico «El Universal».
Se inició en la política como integrante del Sindicato de Trabajadores del Departamento del Distrito Federal (STDDF) donde fue secretario del Interior de la sección 15 en 1947; de forma posterior fue, en el mismo sindicato, fue secretario de Prensa y secretario del Fondo de Pensiones. Fue también asesor del director general de Pensiones Civiles, presidente del Comité Nacional de Vivienda, y secretario particular del director general del Instituto de Seguridad y Servicios Sociales de los Trabajadores del Estado (ISSSTE) Rómulo Sánchez Mireles.
En 1958 fue postulado candidato del PRI a diputado federal por el Distrito 8 del Distrito Federal, resultando elegido para la XLIV Legislatura que tuvo término en 1961, al recibir 29 118 votos, frente a 13 630 del candidato del Partido Acción Nacional (PAN) Juan Landerreche Obregón. En esta legislatura fue integrante de las comisiones del Departamento del Distrito Federal; de la Contaduría Mayor de Hacienda; y, de Presupuesto y Cuenta Pública.
En 1964 fue nombrado secretario general de la Confederación Nacional de Organizaciones Populares (CNOP) en el Distrito Federal, y el mismo año es elegido por segunda ocasión diputado federal, en esta ocasión por el Distrito 9 del Distrito Federal a la XLVI Legislatura que concluyó en 1967; fue elegido con 34 534 votos, frente a 17 082 de Federico Estrada Valera, candidato del PAN. En ella fue integrante de las comisiones del Departido del Distrito Federal; de Relaciones Exteriores; y, del comité de Quejas.